# Батшева Кацнельсон
Батшева Кацнельсон (івр. בת-שבע כצנלסון; нар. 1897, Бар — пом. 30 серпня 1988) — Ізраїль) — ізраїльська політик, депутат Кнесету другого скликання від партії Загальних сіоністів в період з 1951 по 1955 роки.

## Біографія
Кацнельсон народилася в місті Бар. Вона здійснила алію до контрольованої Османською імперією Палестини в 1911 році і навчалась в гімназії «Герцлія» в Тель-Авіві. Під час Першої світової війни османська влада вислала її до Єгипту. Пізніше вона вивчала гуманітарні науки в Женевському університеті. Кацнельсон працювала вчителем 18 років.
Батшева Кацнельсон була однією з лідерів Організації єврейських жінок, була присутня на першій конвенції Жіночої міжнародної сіоністської організації (WIZO) в 1926 році. Пізніше вона стала членом національного комітету WIZO та головою єрусалимської філії.
У 1951 році Кацнельсон була обрана до Кнессету за списком загальних сіоністів, але втратила це місце на виборах 1955 року.

## Родина
У 1918 році Батшева одружилася з Реувеном Кацнельсоном (братом Рахелі Кацнельсон-Шазар, дружини Залмана Шазара, третього президента Ізраїлю[значущість факту?]).
Її дітьми були:
донька — новаторка ізраїльської педагогіки та засновниця ульпанів Шуламіт Кацнельсон,
син — Шмуель Тамір, який був членом Кнесета з 1965 по 1981 роки та був міністром юстиції Ізраїлю.
Померла Батшева Кацнельсон 30 серпня 1988 року в Ізраїлі.